# Fannie Fern Andrews
Fannie Fern Andrews (Phillips), född 25 september 1867 i Middleton, Annapolis, Nova Scotia, Kanada, död 23 januari 1950 i Somerville, Massachusetts, USA, var en amerikansk föreläsare, lärare och författare.

## Biografi
Fannie Fern och Frank Edward Phillips var tvillingar, födda den 25 september 1867 i Middleton, Annapolis (Nova Scotia), barn till Annie M. (född Brown) och William Wallis Phillips. Mellan 1871 och 1880 flyttade familjen, där de var 5 barn, från Middleton till Lynn, Massachusetts. Senare flyttade de till Salem, där Fannie gick i offentliga skolor och tog examen från Salem Normal School. Den 16 juli 1890 gifte hon sig med Edwin G. Andrews. Hon undervisade i sex år innan hon fick en examen i psykologi och pedagogik från Radcliffe College 1902. Hon deltog också i Harvard Summer School.
Genom sitt arbete i de offentliga skolorna i Boston blev hon övertygad om att olika etnisk och ekonomisk bakgrund stimulerade konflikter, och att var och en måste lära sig att förstå de andra för att kunna kommunicera och förhandla på fredliga villkor.
1908 grundade Andrews American Peace League. Denna organisation sökte fred genom att lära ut principerna om "internationell rättvisa" i amerikanska skolor. Hon såg framför sig en internationell utbildningsbyrå som skulle främja förståelse bland alla nationer. När första världskriget bröt ut ändrade Andrews namnet på sin organisation från "American Peace League" till "American School Citizenship League" 1918.
Sedan hon hade valts till delegat av president Woodrow Wilson år 1918 deltog Andrews i fredskonferensen i Paris. Hon deltog också i den parallella interallierade kvinnokonferensen och arbetade utan framgång för att Nationernas förbund skulle sträva mot att starta en internationell utbildningsbyrå.
Motargumentet mot att göra detta var att det var för stora kulturskillnader mellan de olika länderna för att en vanlig läroplan skulle fungera för alla. Hennes idéer ledde till slut till grundandet av International Bureau of Education i Genève.
1920 fick Andrews en magisterexamen och 1923 avslutade sin doktorsexamen vid Harvard. Hon var känd som  föreläsare om utbildning i Europa och Amerika, som sekreterare och arrangör av American School Citizenship League, och som medlem i det rådgivande kansliet vid Institute of Internationell utbildning och Internationella fredsbyrån (Bern, Schweiz) etc. Hon var också delegat till den internationella konferensen om utbildning 1914 och representerade USA:s utbildningsbyrå i Paris under fredskonferensen.

## Verk
- The United States and the World (1918)
- The World Family (1918)
- The War - What Should Be Said about it in the Schools? (Boston, 1914)
- Central Organization for a Durable Peace (Boston, 1916)
- Freedom of the Seas (The Hague, 1917)
- A Course in Citizenship and Patriotism (:Houghton Mifflin, 1918)[11]
- A Course in Foreign Relations, skriven för The Army Education Commission (Paris, 1919)